# Rouvres-en-Plaine
Rouvres-en-Plaine és un municipi francès, situat al departament de la Costa d'Or i a la regió de Borgonya - Franc Comtat. L'any 2007 tenia 1.006 habitants.

## Demografia

### Població
El 2007 la població de fet de Rouvres-en-Plaine era de 1.006 persones. Hi havia 356 famílies, de les quals 60 eren unipersonals (20 homes vivint sols i 40 dones vivint soles), 108 parelles sense fills, 168 parelles amb fills i 20 famílies monoparentals amb fills.
La població ha evolucionat segons el següent gràfic:
Habitants censats

### Habitatges
El 2007 hi havia 377 habitatges, 359 eren l'habitatge principal de la família, 4 eren segones residències i 14 estaven desocupats. 354 eren cases i 23 eren apartaments. Dels 359 habitatges principals, 300 estaven ocupats pels seus propietaris, 52 estaven llogats i ocupats pels llogaters i 7 estaven cedits a títol gratuït; 6 tenien una cambra, 14 en tenien dues, 24 en tenien tres, 64 en tenien quatre i 251 en tenien cinc o més. 319 habitatges disposaven pel capbaix d'una plaça de pàrquing. A 126 habitatges hi havia un automòbil i a 217 n'hi havia dos o més.

### Piràmide de població
La piràmide de població per edats i sexe el 2009 era:
| Homes | Edats   | Dones |
| ----- | ------- | ----- |
| 0     | 95 o +  | 0     |
| 0     | 90 a 94 | 2     |
| 5     | 85 a 89 | 2     |
| 0     | 80 a 84 | 4     |
| 4     | 75 a 79 | 10    |
| 8     | 70 a 74 | 11    |
| 18    | 65 a 69 | 19    |
| 20    | 60 a 64 | 14    |
| 27    | 55 a 59 | 24    |
| 37    | 50 a 54 | 41    |
| 30    | 45 a 49 | 25    |
| 38    | 40 a 44 | 33    |
| 36    | 35 a 39 | 44    |
| 40    | 30 a 34 | 29    |
| 22    | 25 a 29 | 27    |
| 23    | 20 a 24 | 21    |
| 32    | 15 a 19 | 34    |
| 39    | 10 a 14 | 31    |
| 39    | 5 a 9   | 31    |
| 27    | 0 a 4   | 18    |

## Economia
El 2007 la població en edat de treballar era de 666 persones, 518 eren actives i 148 eren inactives. De les 518 persones actives 499 estaven ocupades (268 homes i 231 dones) i 19 estaven aturades (8 homes i 11 dones). De les 148 persones inactives 53 estaven jubilades, 61 estaven estudiant i 34 estaven classificades com a «altres inactius».

### Ingressos
El 2009 a Rouvres-en-Plaine hi havia 350 unitats fiscals que integraven 994,5 persones, la mediana anual d'ingressos fiscals per persona era de 21.774 €.

### Activitats econòmiques
Dels 42 establiments que hi havia el 2007, 2 eren d'empreses extractives, 1 d'una empresa alimentària, 1 d'una empresa de fabricació de material elèctric, 1 d'una empresa de fabricació d'altres productes industrials, 6 d'empreses de construcció, 6 d'empreses de comerç i reparació d'automòbils, 2 d'empreses de transport, 1 d'una empresa d'hostatgeria i restauració, 4 d'empreses financeres, 5 d'empreses immobiliàries, 6 d'empreses de serveis, 5 d'entitats de l'administració pública i 2 d'empreses classificades com a «altres activitats de serveis».
Dels 11 establiments de servei als particulars que hi havia el 2009, 2 eren tallers de reparació d'automòbils i de material agrícola, 1 paleta, 1 guixaire pintor, 2 lampisteries, 2 electricistes, 1 restaurant, 1 agència immobiliària i 1 saló de bellesa.
Dels 2 establiments comercials que hi havia el 2009, 1 era una botiga de menys de 120 m² i 1 una sabateria.
L'any 2000 a Rouvres-en-Plaine hi havia 12 explotacions agrícoles que ocupaven un total de 1.524 hectàrees.

## Equipaments sanitaris i escolars
El 2009 hi havia 1 escola maternal i 1 escola elemental.

## Poblacions més properes
El següent diagrama mostra les poblacions més properes.